# 亀ヶ森・鎮守森古墳

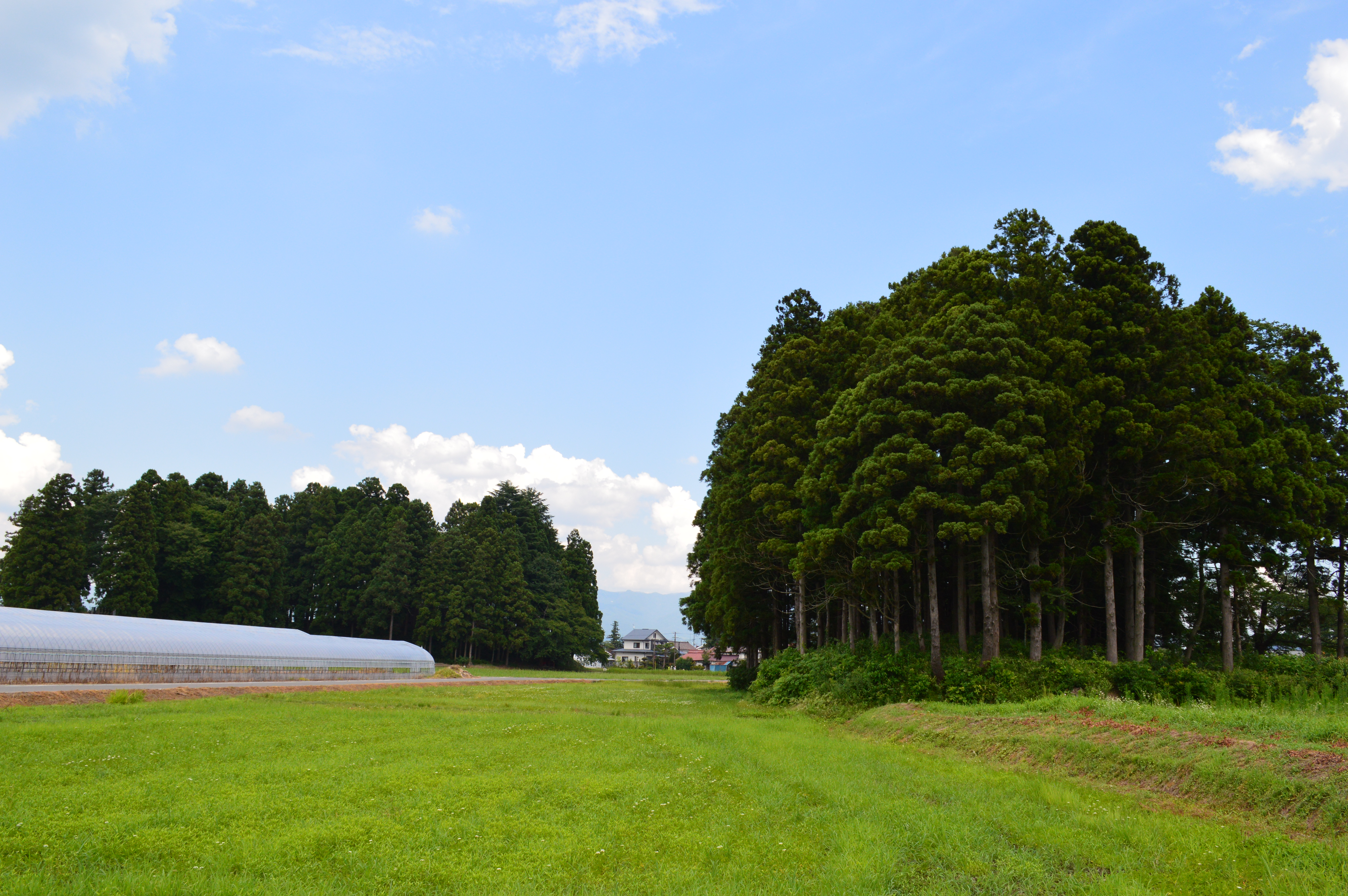
左奥に亀ヶ森古墳、右に鎮守森古墳

亀ヶ森古墳・鎮守森古墳（かめがもりこふん・ちんじゅもりこふん）は、福島県河沼郡会津坂下町青津にある2基の古墳。形状は前方後円墳（亀ヶ森古墳）・前方後方墳（鎮守森古墳）。青津古墳群を構成する古墳の2つ。合わせて国の史跡に指定されている。

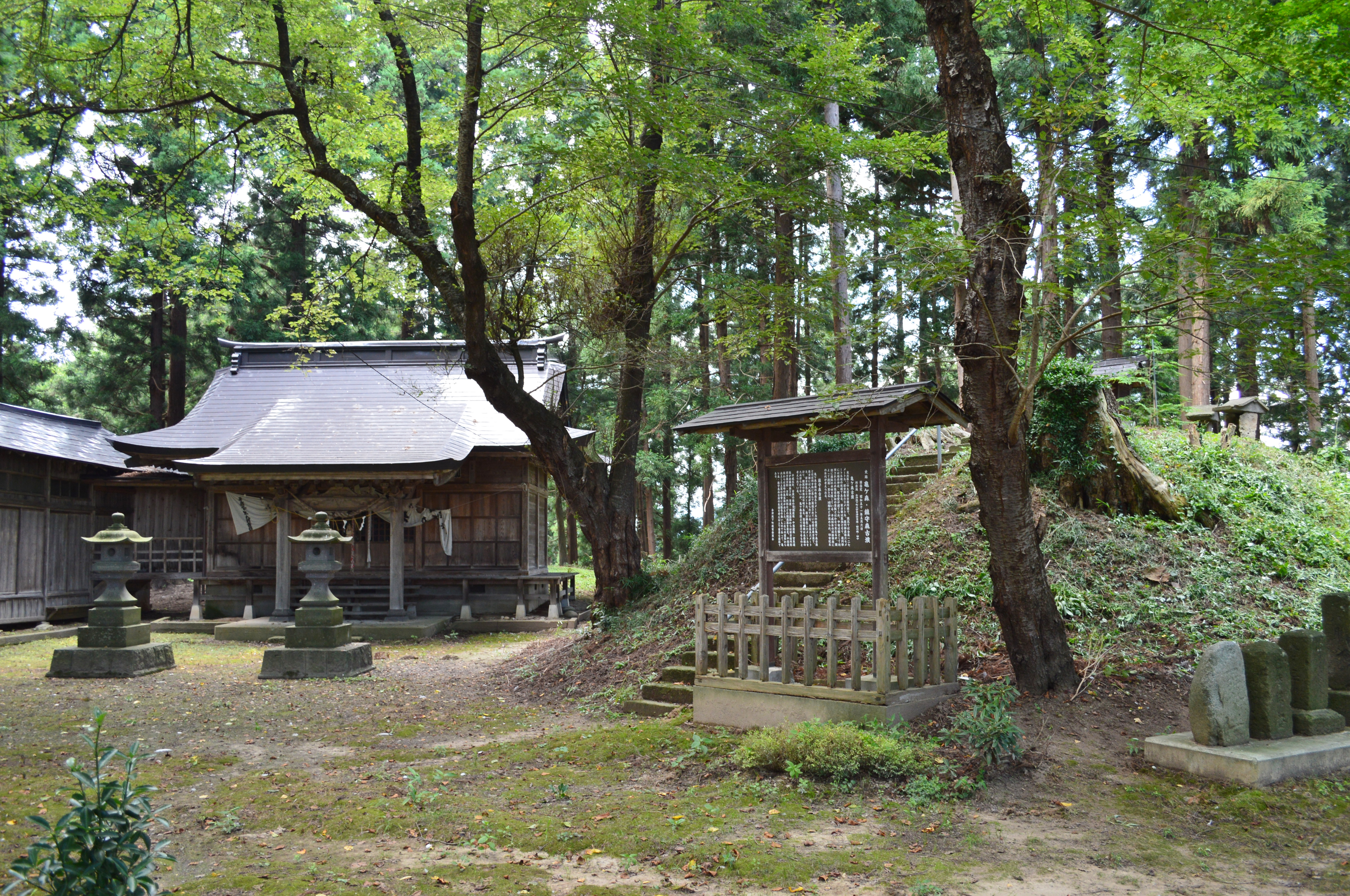
後円部の小丘と稲荷神社
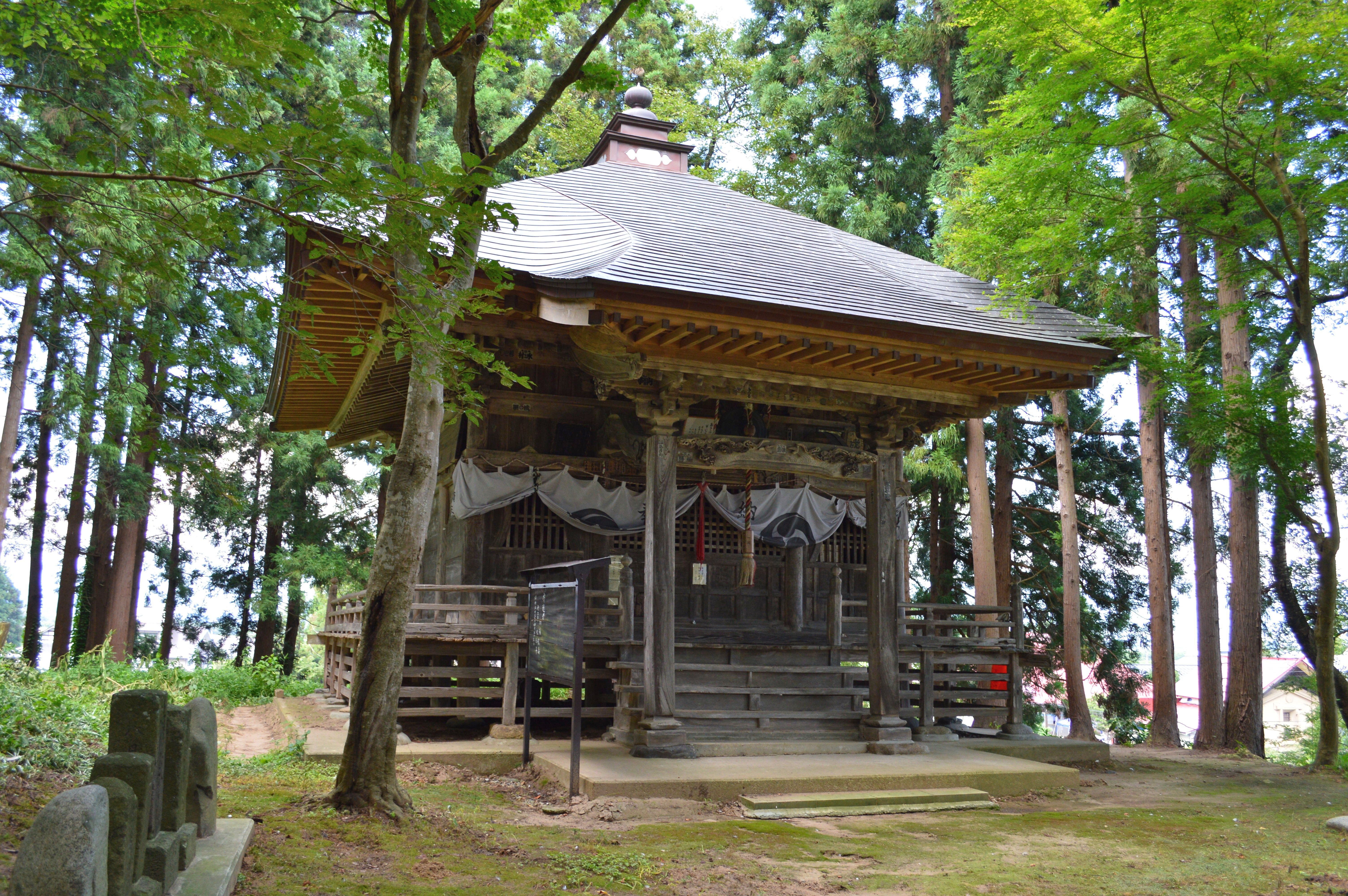
後円部の観音堂 （会津三十三観音参りの三十二番札所）
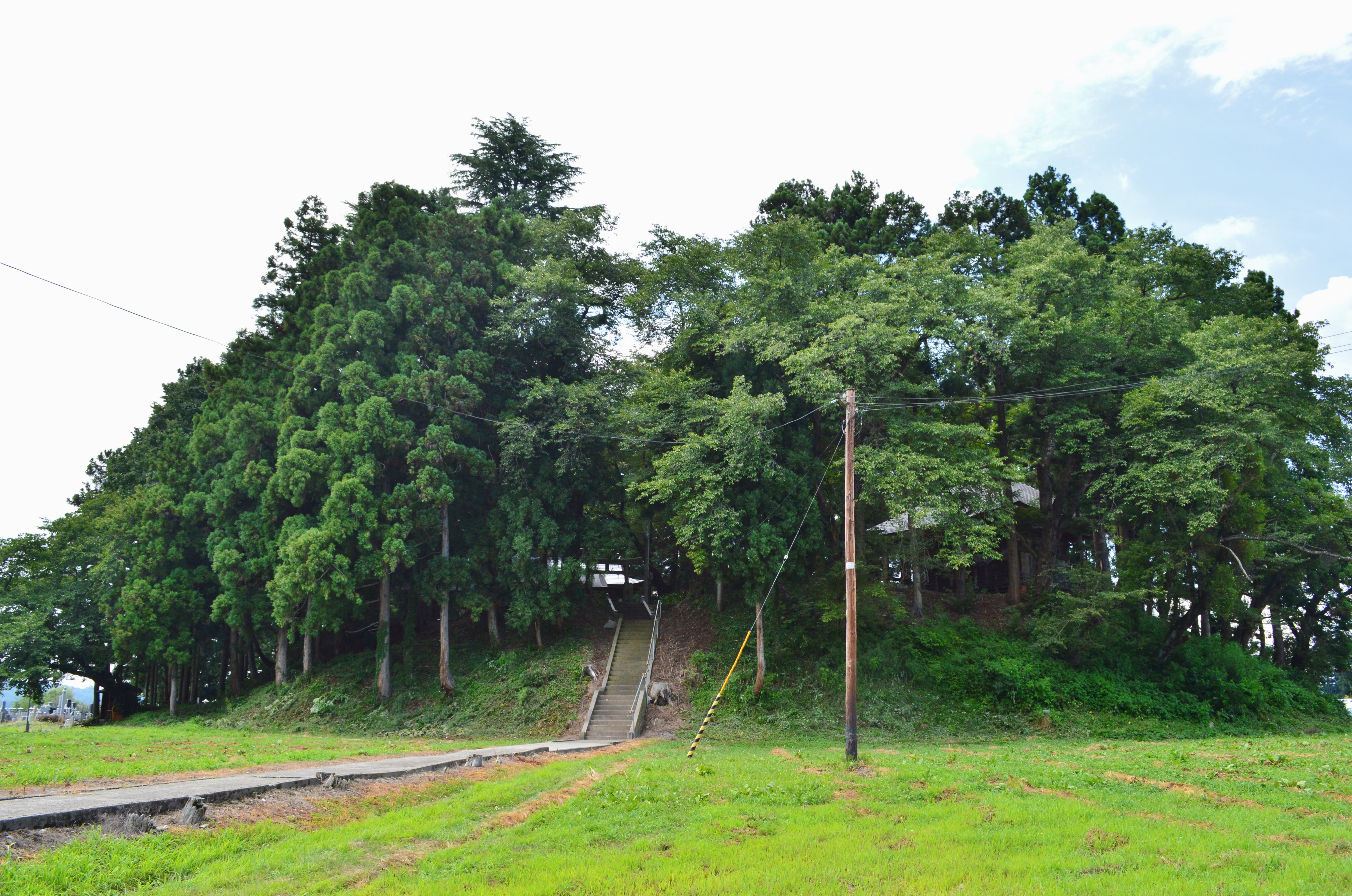
後円部墳丘

## 概要

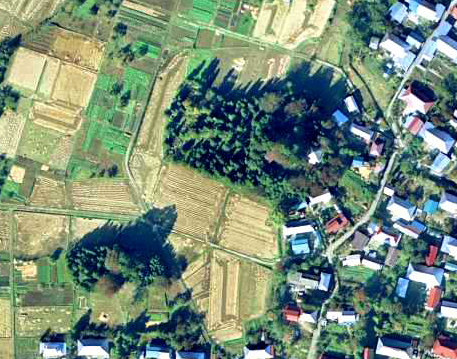
航空写真（1976年度）中央に亀ヶ森古墳・左下に鎮守森古墳。。

福島県西部の会津地方、旧宮川（鶴沼川）東岸の段丘縁に築造された大型前方後円墳（亀ヶ森古墳）・前方後方墳（鎮守森古墳）である。一帯の段丘上では、両古墳のほか周溝墓群として男檀遺跡・宮東遺跡が立地し、青津古墳群として認知される。亀ヶ森古墳・鎮守森古墳に関しては、古くは『新編会津風土記』に記述が見えるほか、これまでに数次の測量調査・発掘調査が実施されている。
亀ヶ森古墳と鎮守森古墳は、ほぼ同時期で古墳時代前期後半の4世紀後半頃の築造と推定される。特に亀ヶ森古墳は、福島県では最大、東北地方では第2位の規模の古墳になる。会津盆地の代表的な古墳としては亀ヶ森古墳とともに会津大塚山古墳（会津若松市一箕町）の築造も知られ、両古墳は古墳時代当時の会津盆地の様相を解明するうえで重要視される古墳になる。
亀ヶ森古墳・鎮守森古墳の古墳域は1976年（昭和51年）に国の史跡に指定されている。

## 遺跡歴
- 亀ヶ森古墳
  - 慶長16年（1611年）、会津地震の山崎新湖形成で周囲水没（「亀」の古墳名の由来）[5]。
  - 文化6年（1809年）完成の『新編会津風土記』に「大亀甲舘」として記述[6]。
  - 1920年（大正9年）、井関敬嗣による調査。当時は大型円墳として認知[7]。
  - 1957年（昭和32年）、山口弥一郎による測量調査。前方後円墳の「大亀甲古墳」として報告（『奥州会津青津亀甲古墳調査報告』）[1][5][7]。
  - 1969年（昭和44年）4月11日、福島県指定史跡に指定[8]。
  - 1975年（昭和50年）、測量調査（会津坂下町教育委員会）[1]。
  - 1976年（昭和51年）5月6日、「亀ヶ森・鎮守森古墳」として国の史跡に指定[4]。
  - 1991年（平成3年）、測量調査（会津坂下町教育委員会、1993年の『亀ヶ森古墳・鎮守森古墳保存管理計画書』に掲載）[1][7]。
  - 1992年（平成4年）、試掘調査（第1次調査）（会津坂下町教育委員会、1993年に報告書刊行）[1]。
  - 2006-2008年度（平成18-20年度）、第2-4次調査（会津坂下町教育委員会、2009年に報告書刊行）[5]。
  - 2010年度（平成22年度）、第5次調査（会津坂下町教育委員会、2012年に報告書刊行）[9]。
  - 2013年度（平成25年度）、第6次調査（会津坂下町教育委員会、2016年に報告書刊行）[7]。
- 鎮守森古墳
  - 慶長16年（1611年）、会津地震の山崎新湖形成で周囲水没[5]。
  - 文化6年（1809年）完成の『新編会津風土記』に「小亀甲舘」として記述[6]。
  - 1957年（昭和32年）、山口弥一郎による測量調査。古墳と認知され「小亀甲古墳」として報告（『奥州会津青津亀甲古墳調査報告』）[2][5]。
  - 1975年（昭和50年）、測量調査（会津坂下町教育委員会）[2]。
  - 1976年（昭和51年）5月6日、「亀ヶ森・鎮守森古墳」として国の史跡に指定[4]。
  - 1991年（平成3年）、測量調査（会津坂下町教育委員会、1993年の『亀ヶ森古墳・鎮守森古墳保存管理計画書』に掲載）[2][7]。
  - 1995-1997年度（平成7-9年度）、発掘調査（会津坂下町教育委員会、1998年に報告書刊行）[2]。

## 一覧

### 亀ヶ森古墳
亀ヶ森古墳（かめがもりこふん、亀ケ森古墳/大亀甲古墳）は、前方後円墳。かつて中世城館の築城が知られるほか、後円部上に稲荷神社・観音堂が立地するとともに前方部は墓地利用された関係で、墳丘には大きな改変が加えられている。これまでに測量調査および1992年（平成4年）以後に数次の発掘調査が実施されている。

#### 概要
墳形は前方後円形で、前方部を西方に向ける。墳丘は、後円部では3段築成。墳丘長は129.4メートルを測り、福島県では最大、東北地方では雷神山古墳（宮城県名取市）に次ぐ第2位の規模になる。墳丘外表では河原石の葺石および埴輪（壺形埴輪・円筒埴輪・朝顔形埴輪）が検出されているほか、墳丘周囲には馬蹄形の周堀が巡らされる（かつて周堀は盾形と見られていた）。墳丘くびれ部では造出も認められる。埋葬施設は明らかでない。出土埴輪より、築造時期は古墳時代前期後半の4世紀後半頃と推定される（鎮守森古墳にやや後続か）。同時期の集落遺跡としては隣接する雨沼遺跡との関連性が推測される。

#### 墳丘
墳丘の規模は次の通り（数字は2016年報告値）。
- 墳丘長：129.4メートル
- 後円部 - 3段築成。
  - 直径：74.4メートル
- 前方部
  - 長さ：55.0メートル
  - 幅：55.8メートル
- くびれ部
  - 幅：31.4メートル

墳丘盛土層やその下層には礫敷遺構が検出されており、湧水から墳丘を守るためまたは墳丘を補強するための基礎礫敷と推測される。また後円部中央には小丘が遺存するが、築造当時の旧状か後世の造作かは明らかでない。
- 後円部の小丘と稲荷神社
- 後円部の観音堂
（会津三十三観音参りの三十二番札所）
- 後円部墳丘

### 鎮守森古墳
鎮守森古墳（ちんじゅもりこふん/ちんじゅのもりこふん、小亀甲古墳）は、前方後方墳。亀ヶ森古墳の南側に位置する。現在は後方部上に八幡神社が立地するほか、これまでに測量調査および1995-1997年度（平成7-9年度）に発掘調査が実施されている。

#### 概要
墳形は前方後方形で、墳丘主軸を亀ヶ森古墳と平行とし、前方部を西方に向ける。墳丘は、後方部では3段築成。墳丘外表で葺石は認められていない。墳丘周囲には墳丘と相似形（前方後方形）の周堀が巡らされる。埋葬施設は明らかでない。出土品として底部穿孔の二重口縁壺がある。出土土器より、築造時期は古墳時代前期後半の4世紀後半頃と推定され、亀ヶ森古墳とはほぼ同時期に位置づけられる（亀ヶ森古墳にやや先行か）。

#### 墳丘
墳丘の規模は次の通り。
- 墳丘長：55.2メートル
- 後方部
  - 長さ：29メートル
  - 幅：33.2メートル
  - 高さ：5.9メートル
- 前方部
  - 幅：26メートル
  - 高さ：3.2メートル

墳丘周囲の周堀は、墳丘と相似形の前方後方形で、幅は前方部前面で7メートル、前方部側面で7.5-8.3メートル、後方部後面で9.5メートル、後方部側面で12.5メートルを測る。

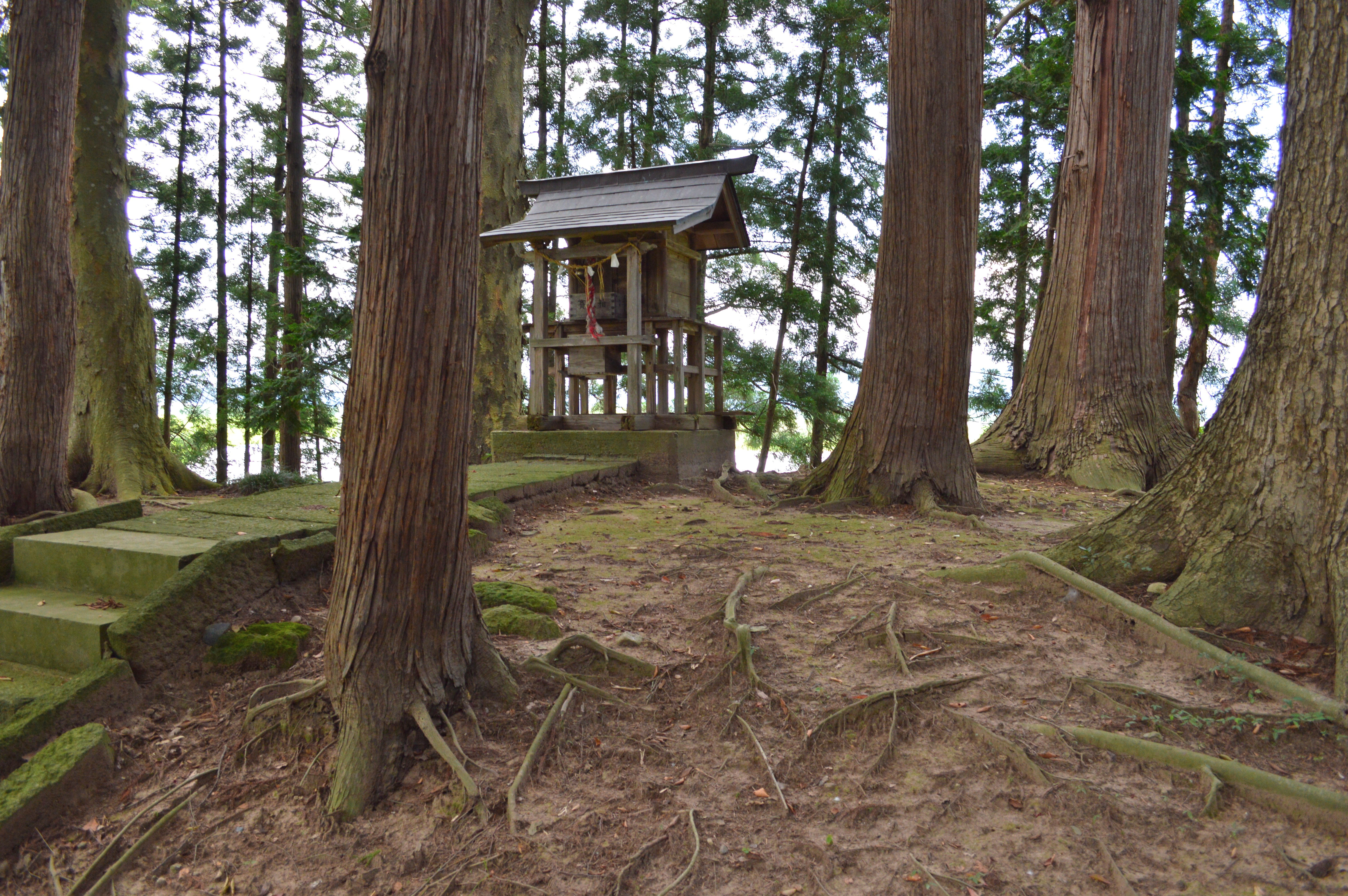
後方部墳頂の八幡神社

## 文化財

### 国の史跡
- 亀ヶ森・鎮守森古墳 - 指定範囲面積は31,110.29平方メートル[12]。1976年（昭和51年）5月6日指定[4][13][3]。

## 関連文献
（記事執筆に使用していない関連文献）
- 『亀ケ森古墳 -国指定史跡亀ケ森古墳試掘調査報告書-（会津坂下町文化財調査報告書 第37集）』会津坂下町教育委員会、1993年。
- 『鎭守森古墳 -国指定史跡鎮守森古墳発掘調査報告書-（会津坂下町文化財調査報告書 第50集）』会津坂下町教育委員会、1998年。